# Alte Synagoge (Cottbus)

Alte Synagoge von Cottbus

Die Alte Synagoge war eine Synagoge in Cottbus an der heutigen Karl-Liebknecht-Straße 132.
Der jüdische Sakralbau wurde für 300 Gottesdienstbesucher gebaut und am 16. September 1902 eingeweiht. Die Synagoge wurde 1938 Opfer der Novemberpogrome, ihre Ruine wurde später abgetragen. Auf dem ehemaligen Synagogengelände wurde in den 1960er Jahren ein Kaufhaus errichtet. 1999 wurde an der Westseite des Kaufhauses eine nach den Entwürfen des Cottbuser Grafikers Dieter Nemitz gestaltete Gedenktafel angebracht, die eine Menora zeigt und einen Ausspruch des ehemaligen Landesrabbiners Martin Riesenburger enthält:

„Wer den Frieden fördert, wer den Frieden stiftet, wer für ihn kämpft und ihn liebt, der wird neues Lebensglück und Frieden hineintragen in die Welt.“

Außenansicht
Innenansicht